# Thường trực Hội đồng nhân dân tỉnh, thành phố trực thuộc trung ương
Thường trực Hội đồng nhân dân tỉnh, thành phố trực thuộc trung ương ở Việt Nam là cơ quan thường trực của Hội đồng nhân dân tỉnh, thành phố trực thuộc trung ương. Thường trực Hội đồng nhân dân tỉnh, thành phố trực thuộc trung ương chịu trách nhiệm và báo cáo công tác trước Hội đồng nhân dân tỉnh, thành phố trực thuộc trung ương. Thành viên của Thường trực Hội đồng nhân dân tỉnh, thành phố trực thuộc trung ương không thể đồng thời là thành viên của Ủy ban nhân dân tỉnh, thành phố trực thuộc trung ương. 

## Thành phần
Thường trực Hội đồng nhân dân tỉnh gồm Chủ tịch Hội đồng nhân dân, hai Phó Chủ tịch Hội đồng nhân dân, các Ủy viên là Trưởng ban của Hội đồng nhân dân và Chánh Văn phòng Hội đồng nhân dân tỉnh. Chủ tịch Hội đồng nhân dân tỉnh có thể là đại biểu Hội đồng nhân dân hoạt động chuyên trách; Phó Chủ tịch Hội đồng nhân dân tỉnh là đại biểu Hội đồng nhân dân hoạt động chuyên trách.

## Nhiệm vụ và quyền hạn
1. Triệu tập các kỳ họp của Hội đồng nhân dân; phối hợp với Ủy ban nhân dân trong việc chuẩn bị kỳ họp của Hội đồng nhân dân.
2. Đôn đốc, kiểm tra Ủy ban nhân dân và các cơ quan nhà nước khác ở địa phương thực hiện các nghị quyết của Hội đồng nhân dân.
3. Giám sát việc tuân theo Hiến pháp và pháp luật tại địa phương.
4. Chỉ đạo, điều hòa, phối hợp hoạt động của các Ban của Hội đồng nhân dân; xem xét kết quả giám sát của các Ban của Hội đồng nhân dân khi xét thấy cần thiết và báo cáo Hội đồng nhân dân tại kỳ họp gần nhất; giữ mối liên hệ với đại biểu Hội đồng nhân dân; tổng hợp chất vấn của đại biểu Hội đồng nhân dân để báo cáo Hội đồng nhân dân; yêu cầu các cơ quan, tổ chức, cá nhân giải trình các vấn đề liên quan đến nhiệm vụ, quyền hạn của Thường trực Hội đồng nhân dân tại phiên họp Thường trực Hội đồng nhân dân.
5. Tổ chức để đại biểu Hội đồng nhân dân tiếp công dân theo quy định của pháp luật; đôn đốc, kiểm tra và xem xét tình hình giải quyết kiến nghị, khiếu nại, tố cáo của công dân; tổng hợp ý kiến, nguyện vọng của Nhân dân để báo cáo tại kỳ họp Hội đồng nhân dân.
6. Phê chuẩn danh sách Ủy viên của các Ban của Hội đồng nhân dân trong số đại biểu Hội đồng nhân dân và việc cho thôi làm Ủy viên của Ban của Hội đồng nhân dân theo đề nghị của Trưởng ban của Hội đồng nhân dân.
7. Trình Hội đồng nhân dân lấy phiếu tín nhiệm, bỏ phiếu tín nhiệm đối với người giữ chức vụ do Hội đồng nhân dân bầu
8. Quyết định việc đưa ra Hội đồng nhân dân hoặc đưa ra cử tri bãi nhiệm đại biểu Hội đồng nhân dân.
9. Thường trực Hội đồng nhân dân cấp tỉnh báo cáo về hoạt động của Hội đồng nhân dân cấp mình lên Ủy ban thường vụ Quốc hội và Chính phủ.
10. Giữ mối liên hệ và phối hợp công tác với Ban thường trực Ủy ban Mặt trận Tổ quốc Việt Nam cùng cấp; mỗi năm hai lần thông báo cho Ủy ban Mặt trận Tổ quốc Việt Nam cùng cấp về hoạt động của Hội đồng nhân dân.

## Nhiệm kì
Nhiệm kỳ của Thường trực Hội đồng nhân dân tỉnh, thành phố trực thuộc trung ương theo nhiệm kỳ của Hội đồng nhân dân tỉnh, thành phố trực thuộc trung ương. Khi Hội đồng nhân dân tỉnh, thành phố trực thuộc trung ương hết nhiệm kỳ, Thường trực Hội đồng nhân dân tỉnh, thành phố trực thuộc trung ương  tiếp tục làm nhiệm vụ cho đến khi Hội đồng nhân dân tỉnh, thành phố trực thuộc trung ương khóa mới bầu ra Thường trực Hội đồng nhân dân tỉnh, thành phố trực thuộc trung ương khóa mới.

## Hình thức hoạt động
Hình thức hoạt động chủ yếu của Thường trực Hội đồng nhân dân là các Phiên họp Thường trực Hội đồng nhân dân. Tại phiên họp, Thường trực Hội đồng nhân dân thảo luận và quyết định những vấn đề thuộc nhiệm vụ, quyền hạn của mình theo quy định của pháp luật.